# دائرة الطباشير القوقازية
دائرة الطباشير القوقازية هي ثاني أهم مسرحيات برتولت بريشت بعد الأم شجاعة، وهي من نمط المسرح الملحمي الذي اعتمده بريخت. تقوم هذه المسرحية على عدد هائل من الشخصيات ليس لديها أبعاد نفسية إنما تشكل أفعالها غستوس يؤدي إلى معرفة مفولة المسرحية (الأمثولة) التي يطرحها بريخت علنا على لسان المغني في النهاية. أما من حيث الحبكة فالمسرحية ليس فيها صراع إنما يدور ضمن لوحاتها قصتان منفصلتان تلتقيان في نهاية المسرحية ومنها نر أن مبدأ بريخت أن يروي حكاية تحث المتلقي على التفكير ليصل إلى الأمثولة بعد أن فكر هو بها.
وتحكى المسرحية عن ملكه تتخلى عن طفلها الرضيع وتهرب خوفًا ويظل الصغير في رعاية الخادمه الصغيرة حتى تمر الأعوام وتعود الملكة للحكم وتطالب بأسترداد إبنها لكن الخادمه تتمسك به وعندما يقع القاضى في حيرة من أمره يصنع دائره من الطبشور ويضع بداخلها الصغير ويطلب من كلتاهما أن يجذباه لخارج الدائرة تنجح الملكة في جذبه وانتزاعه من يد الخادمه الحانيه فيحكم القاضى للخادمة. هكذا صور بريخت فكرة إذا أحببت شيء فلا تتنازع عليه وتمزقه.